# Diacetyleen
Diacetyleen of butadiyn is een meervoudig onverzadigd organische verbinding met als brutoformule C4H2. Deze stof bevat twee drievoudige bindingen. Diacetyleen komt voor op de maan Titan, waarschijnlijk als gevolg van reacties tussen methaanmoleculen.

## Reactiviteit
Met diacetyleen kunnen interessante reacties worden uitgevoerd (te vergelijke met acetyleen en andere alkynen en alkenen). De drievoudige bindingen zijn elektronenrijk en daarom gevoelig voor elektrofiele addities. Een ander voorbeeld van een mogelijke reactie is de Sonogashira-koppelingsreactie. Ook polymerisatie van afgeleide moleculen is een mogelijkheid.